# Cleopatra africana
Cleopatra africana es una especie de molusco gasterópodo de la familia Thiaridae en el orden de los Mesogastropoda.

## Distribución geográfica
Se encuentra en Kenia y Tanzania.

## Hábitat
Su hábitat natural son: ríos y pantanos.